# Oskar Backlund
Johan Oskar Backlund (Länghem, mai Tranemo község, 1846. április 28. – Pulkowo, 1916. augusztus 29.) svéd-orosz csillagász volt. Neve többféle formában vált ismertté: néha Jöns Oskar Backlundként adják meg, azonban még a korabeli svéd források is "Johan"-ként említik. Oroszországban, ahol egész pályafutását töltötte, Oszkár Andrejevics Baklund (Оскар Андреевич Баклунд) néven ismert. Az orosz források néha 1846. április 16-nak és 1916. augusztus 16-nak adják meg születési és halálozási dátumát, mivel Oroszországban akkoriban még a Julián-naptárt használták.

## Életpályája
Johan Oskar Backlund a svédországi Västergötland tartománybeli Länghemben született. 1872-ben végzett az Uppsalai Egyetemen. Miután 1875-ben doktorált, 1876-ban Oroszországba emigrált. A dorpati csillagvizsgálóban dolgozott, a mai Tartu városában, Észtországban, majd 1879-ben a Pulkovói Csillagvizsgálóban, amelynek 1895-től haláláig igazgatója volt.
Az égi mechanikára specializálódott, és különösen az Encke-üstökös pályájának kiszámításán dolgozott, figyelembe véve a különböző bolygók perturbációit. Az Encke-üstökös megfigyeléseit arra használta fel, hogy megpróbálja megbecsülni a Merkúr tömegét. Az orosz források néha Encke-Backlund üstökösként emlegették az üstököst. Geodéziai vizsgálatokat is végzett a Spitzbergákon 1898 és 1900 között.
1883-ban a Szentpétervári Tudományos Akadémia tagja, 1897-ben a Svéd Királyi Tudományos Akadémia tagja, 1911-ben pedig a Royal Society tagja lett. 1914-ben pedig az Amerikai Művészeti és Tudományos Akadémia is külföldi tiszteletbeli tagjává választotta.

## Családja
Felesége Ulrika Catharina Widebeck volt. Lányuk, Elsa Celsing ismert művész lett, fiuk, Helge Gotrik Backlund (1878. szeptember 3. - 1958) geológus és felfedező.

## Bibliográfia (válogatás)
- Zur Entwicklung der absoluten Störungen eines Cometen (1880)
- Zur Entwicklung der Störungsfunction (1884)
- Studien über den Sterncatalog "Positions Moyennes de 3,542 étoiles, déterminées à l'aide du cercle méridien de Poulkova dans les années 1840-69 et réduites à l'époque 1855" (1886)
- Über die Herleitung der im achtem Bande der "Observations de Poulkova" enthaltenen Sterncataloge nebst einigen Untersuchungen über den Pulkowaer Meridiankreis (1888)
- Bemerkungen über das Auftreten von hyperelementären Gliedern in der Störungstheorie (1888)
- Über einige von Winnecke am Pulkowaer Meridiankreise in den Jahren 1861-63 angestellte Beobachtungen (1890)
- Über die Bewegung einer gewissen Gruppe der kleinen Planeten (1892)
- Calculs et recherches sur la comète d'Encke (1892 ff.).

## Kitüntetései
- A Királyi Csillagászati Társaság aranyérme (1909)
- Bruce-érem (1914)

## Róla nevezték el
- Backlund krátert a Holdon
- 856 Backlunda aszteroida

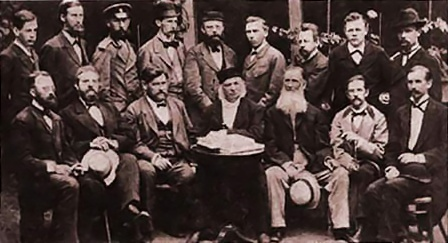
A Pulkovói Obszervatórium személyzete (1883-1886). balról jobbra. Állva: Alekszandr Zsdanov, Ya. Zeibot, Nyikolaj Jakovlevics Tsinger, Karl Hermann Struve, Herman Jakovlevics Romberg, F. F. Vitram, E. E. Lindeman, Gustav Wilhelm Ludwig Struve, V. Gerbst. Gerbst. Üllő személyek: R. R. Lazarevich, Magnus Nyrén, A. Wagner, Otto Wilhelm von Struve, Johann Heinrich Wilhelm Döllen, B. Hasselberg, Oskar Backlund

- Backlundtoppen, egy hegy az Olav V. földön a Spitzbergákon, a Svalbard-szigetek]]en.